# Moviment Popular Democràtic Turcman
Moviment Popular Democràtic Turcman (anglès: Democratic Turkmen People Movement, turc: Demokretik Turkmen Ulusal Harekati) fou una organització política dels turcmans iraquians fundada a Londres el 20 de gener de 1993 pel coronel d'estat major i advocat A. Samanci. El nom inicial fou Moviment Nacional Turcman (que ja havia existir del 1980 al 1985) però el 9 de març de 1994 fou canviat per Moviment Popular Democràtic Turcman. El seu objectiu fou introduir a l'agenda internacional el problema turcman i la defensa dels drest humans. Va cooperar amb l'oposició iraquiana a l'exili.